# Zhengqi
Zhengqi (kinesiska: 郑旗乡, 郑旗) är en socken i Kina. Den ligger i den autonoma regionen Ningxia, i den nordvästra delen av landet, omkring 230 kilometer söder om regionhuvudstaden Yinchuan. Antalet invånare är 17 447. Befolkningen består av 8 439 kvinnor och 9 008 män. Barn under 15 år utgör 29,0 %, vuxna 15-64 år 65 %, och äldre över 65 år 4,0 %.
Genomsnittlig årsnederbörd är 614 millimeter. Den regnigaste månaden är september, med i genomsnitt 140 mm nederbörd, och den torraste är december, med 1 mm nederbörd.